# Горнопролейское сельское поселение
Горнопроле́йское се́льское поселе́ние — муниципальное образование в Дубовском районе Волгоградской области, административный центр — село Горная Пролейка. 

## История
Горнопролейское сельское поселение образовано Законом Волгоградской области от 14 марта 2005 года № 1026-ОД «Об установлении границ и наделении статусом Дубовского района и муниципальных образований в его составе».

## Население
| 2010  | 2012  | 2013  | 2014  | 2015  | 2016  | 2017  |
| ----- | ----- | ----- | ----- | ----- | ----- | ----- |
| 1310  | ↗1316 | ↗1332 | ↗1366 | ↘1352 | ↗1369 | ↘1342 |
| 2018  | 2019  | 2020  | 2021  |       |       |       |
| ↘1338 | ↘1331 | ↗1337 | ↘1327 |       |       |       |

## Состав сельского поселения
| № | Населённый пункт | Тип населённого пункта       | Население |
| - | ---------------- | ---------------------------- | --------- |
| 1 | Горная Пролейка  | село, административный центр | ↘1327     |